# Barbara Bonney
Barbara Bonney (ur. 14 kwietnia 1956 w Montclair) – amerykańska śpiewaczka operowa (sopran). Studiowała język niemiecki i muzykę na University of New Hampshire. Występowała w najsławniejszych operach świata, włącznie z Royal Opera House Covent Garden w Londynie oraz La Scala w Mediolanie.